# Jörg Mäder

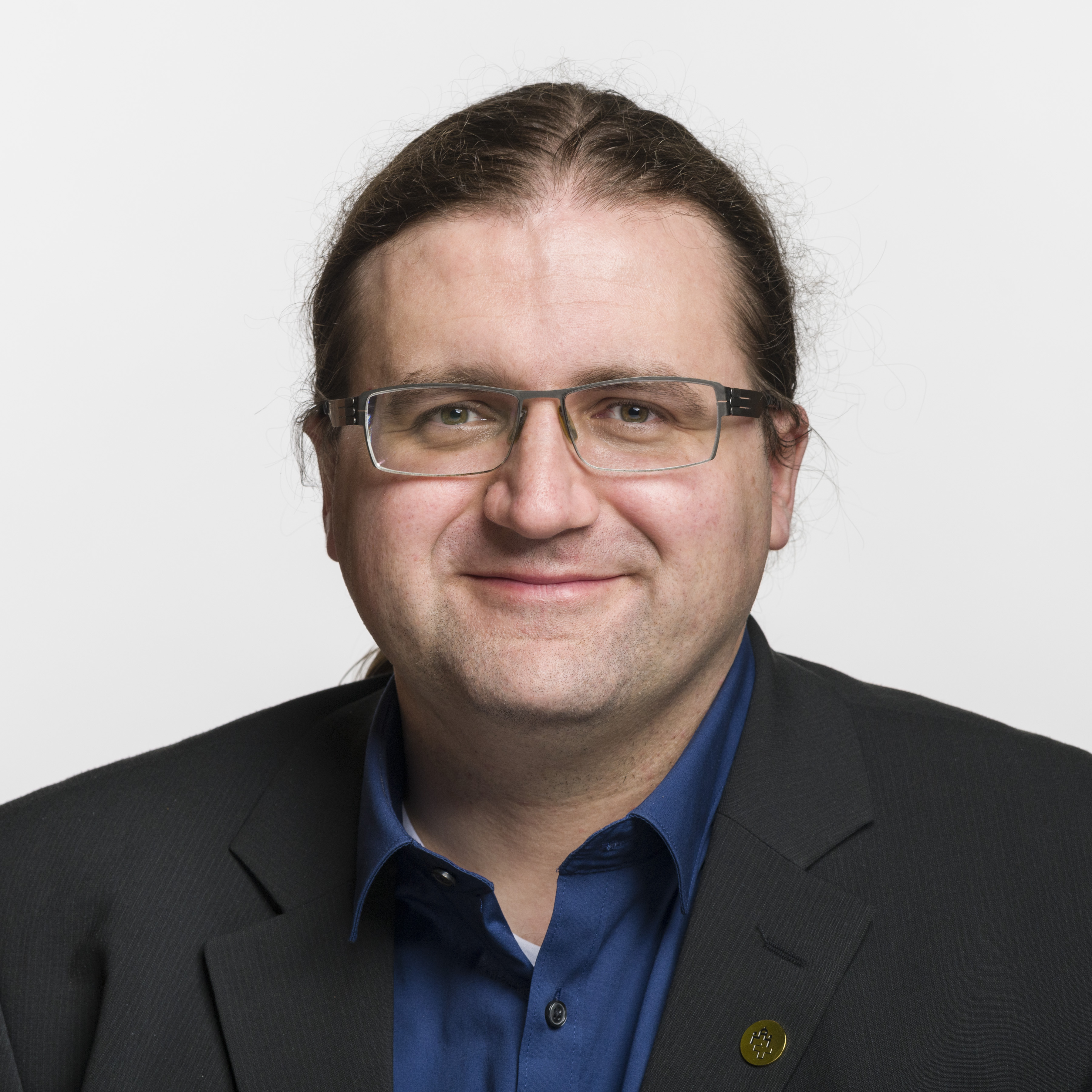
Jörg Mäder, 2019

Jörg Mäder (* 20. Juli 1975 in Bülach) ist ein Schweizer Politiker (GLP). Er war von 2019 bis 2023 Nationalrat. Seit 2010 ist er Stadtrat von Opfikon.

## Biografie
Mäder studierte an der ETH Zürich Umweltnaturwissenschaften. Er schloss mit dem Titel Eidg. dipl. natw. ETH Zürich ab. Nach einem Zwischenjahr doktorierte er und schloss auch dies erfolgreich mit dem Titel Dr. sc. ETH Zürich ab.
Heute wird sein Alltag von der Politik dominiert. Mehr als drei Tage in der Woche investiert er in die Politik. Neben der Politik arbeitet er als selbständiger Softwareentwickler und hat ein kleines Pensum als Mathematiklehrer an der Schweizerischen Technischen Fachschule Winterthur.
Jörg Mäder ist ledig und wohnt in Opfikon.

## Politik
Mäder entstammt einer Politikerfamilie. Seit 2006 ist er Mitglied der Grünliberalen Partei. Im Jahr 2009 rückte Mäder für Hans Meier in den Zürcher Kantonsrat nach. In den Jahren 2011, 2015 und 2019 wurde er wiedergewählt. Im Jahr 2010 wurde Mäder in den Stadtrat von Opfikon (Exekutive) gewählt und wurde 2014 und 2018 wiedergewählt. Zuvor gehörte er schon 12 Jahre dem Opfiker Gemeinderat (Legislative) an. Am 24. März 2019  kandidierte er für den Zürcher Regierungsrat. Bei den Parlamentswahlen vom 20. Oktober 2019 wurde Mäder für die Grünliberalen zum ersten Mal in den Nationalrat gewählt, nachdem er schon bei den Parlamentswahlen 2011 und 2015 kandidiert hatte. Er trat als Kantonsrat zurück. Bei den Nationalratswahlen 2023 wurde er nicht wiedergewählt.